# Edmundo O'Gorman
Edmundo O'Gorman ( 24 novembre 1906, Mexico - 28 septembre 1995, Mexico) est un écrivain, historien et philosophe mexicain. Il est considéré comme le fondateur d’une importante école d’historiens latino-américains formés à son enseignement à l’Universidad Nacional Autonoma de Mexico et à l’Universidad Iberoamericana.

## Biographie
Il est le frère de l'architecte Juan O'Gorman et le fils du peintre et ingénieur des mines Cecil Crawford O'Gorman qui est un arrivé au Mexique depuis l'Irlande en 1895. Il a également été le petit-fils de Charles O'Gorman, le premier consul britannique à Mexico et, plus tard, marié à une citoyenne mexicaine. Il est diplômé en droit (1928) de l'Escuela Libre de Derecho (en) et a un doctorat en philosophie (1948) et en histoire (1951) de l'UNAM, où il a été aussi un membre du corps professoral. Il a travaillé pour le Bureau national des Archives entre 1938 et 1952 et est auteur de plusieurs ouvrages entre 1951 et 1986. Il est devenu membre de l'Académie mexicaine de la langue en 1969 et de la Mexican Academy of the Corresponding History of the Real of Madrid, dont il est devenu de directeur de 1972 à 1987. Il a démissionné après des désaccords sur des concepts tels que la « découverte de l'Amérique », la « rencontre entre deux mondes », « fusion culturelle » (ou « mélange naturel »).